# Пліса (притока Березини)
Пліса — річка в Мінській області, права притока Березини. Довжина річки 64 км, площа басейну — 625 км², середньорічна витрата води у гирла — 4 м³/с. Витоки знаходяться на Мінській височині, в основному протікає по Центральноберезинській рівнині.
На річці розташовані міста Жодіно та Смолевичі.